# Rpg maker MV
Az Rpg Maker MV a RPG Maker játékkészítő programsorozat újabb kiadása, amit a Kadokawa Corp fejleszt.
Ez a verzió 2015. október 23-án jelent meg nemzetközi szinten. A program azért készült, hogy a műfaj már az Android, iOS, Mac, Linux továbbá böngészőkből is elérhető legyen. A játék motorja a korábbi verziókban megszokott Ruby script rendszert hátrahagyva már JavaScript rendszert használ viszont a játék készítő programból a script menüpont  kikerült. A programhoz lehet használni plusz bővítményeket, amik lehetővé tesznek több extra funkciót is. Ha egy MV-s játékot böngészővel nyitsz meg, sütikbe tárolja az előzményeket.

## Játék Mappa felépítése
Audio - tartalmazza a BGM (háttérzene,) SE ( hangeffekt), BGS (háttérhang), illetve a ME (rövid zenék) mappákat.
Data és JS- A mappák tartalmazzák azokat a JavaScript fájlokat, amik szükségesek a játék betöltésére (térképek, karakterek, animációk stb.).
img  - A játékban felhasználni kívánt nyersanyagok (Tileset, Faceset, Game Over, Charset, Animáció, Szörnyek stb.)
Movies - Ha a játékkészítés során fel akarsz használni filmeket, akkor azokat ebben a mappába kell berakni.

## A játék harcrendszere
A játék készítő program 2  harcrendszert biztosít számunkra. Használhatjuk a RPG 2000 szerű harcrendszert, de egy kattintással akár 2003-as stílusú harcrendszer is használható a játékban. Amennyiben a Rpg 2000 stílusú harcrendszert szeretnénk használni akkor az ellenfeleket az Enemies mappába kell berakni, viszont ha RPG 2003-as stílusú harcrendszert szeretnénk, akkor az sv_enemies mappába.

## Character generator
A játék készítő program esélyt ad arra, hogy ne csak a sablon karaktereket használjuk, hanem mi magunk hozzunk létre faceseteket, charseteket és battle charsetteket. A karaktert png képformátumba le tudjuk menteni, viszont amennyiben bármikor módosítanánk rajta, akkor .json kiterjesztésű fájlba is le lehet menteni a generált képeket, így a program,  bármikor képes lesz betölteni, illetve módosítani.

## Bővítmények
A program esélyt ad plusz bővítmények használatára, amik eredetileg nem töltődnek be új játék létrehozásakor, de lehetőség van a JavaScript fájlokat a bővítménykezelőből aktiválni.
A Rpg maker hivatalos angol oldalán amennyiben a próbaverziót letöltjük, megkapunk mellé minden eddig rá megírt bővítményt.

## Játék rendszere
A korábbi RPG MAKER  verziókkal ellentétben ez a játékmappából tölti be már alapból a RTP-ket.
Új játék létrehozásánál a program automatikusan a játék mappájába tölti a nyersanyagokat.

## Játék tömörítés Windowsra
A játék egy exe fájlban nem képes betömöríteni a forrásfájlokat, így az Enigma VirtualBox segítségével lehet tömöríteni.

## Játék androidra
Ha a játékot Android operációs rendszerre akarod kiadni, .html-ként is kiadható, mert az androidon is van böngésző ami tökéletesen megnyitja (firefox), viszont amennyiben .apk-t akarsz készíteni akkor a konvertáláshoz szükség lesz a 
Python, Oracle JDK, Apache Ant, android SDK és a Crosswalk programokra.

## RPG Makerel foglalkozó oldalak
http://rpgmaker.hu/
https://forum.rpg-maker.hu/ Archiválva 2019. január 20-i dátummal a Wayback Machine-ben
http://moondragon.hu/forum/
https://rpg-maker.hu/ Archiválva 2021. december 23-i dátummal a Wayback Machine-ben
http://rpgmakerhungary.hu/
http://rpgmakerweb.com